# Бредов, Альберт
Альберт Бредов (нем. Albert Bredow; 1828, Германия — 1899, Москва) — русско-немецкий художник, представитель романтизма.

## Биография
Предполагается, что Бредов родился в Германии, однако ни точное место его рождения, ни детали ранней биографии неизвестны. С 1852 года работал театральным художником-декоратором в Риге и Ревеле (Таллине). В 1856 году был приглашён дирекцией Императорских театров в Москву, с 1862 по 1871 год работал в Санкт-Петербурге, занимаясь оформлением спектаклей, в первую очередь, оперных  и балетных для Мариинского театра (в Санкт-Петербурге) и Большого театра (в Москве). Декорации Бредова высоко ценились современниками, а декорации к опере М. И. Глинки «Жизнь за царя» в 1863 году были изданы отдельным альбомом. Параллельно Бредов много и плодотворно занимался пейзажной живописью, создавая картины в стиле Каспара Давида Фридриха. 
Скончался в Москве.

## Художественное наследие
Некоторые эскизы к декорациям кисти Бредова хранятся в коллекции московского Театрального музея. Всего, согласно сайту Госкаталога музейного фонда России, в российских музеях хранится более 80 работ Бредова, большинство из них — в московском Театральном музее. Все работы проходят по разделу «графика». Графические листы из отдельно изданного альбома декораций к опере «Жизнь за царя» в Госкаталоге иногда учитываются отдельными номерами. Остальные работы — акварельные эскизы и карандашные наброски декораций, а также фрагменты макетов декораций, которые для самого спектакля повторялись в увеличенном виде. В санкт-петербургском Театральном музее хранится акварельный эскиз занавеса к опере «Жизнь за царя». Как минимум одним эскизом работы Бредова располагает и музей Большого театра в Москве.
Живописные работы Альберта Бредова в Госкаталоге не представлены. Две картины художника входят в состав коллекции Эстонского художественного музея, ещё ряд работ хранится в европейских (в основном, немецких) частных собраниях. Станковые работы Бредова по стилистике почти идентичны наброскам его декораций.

## Галерея

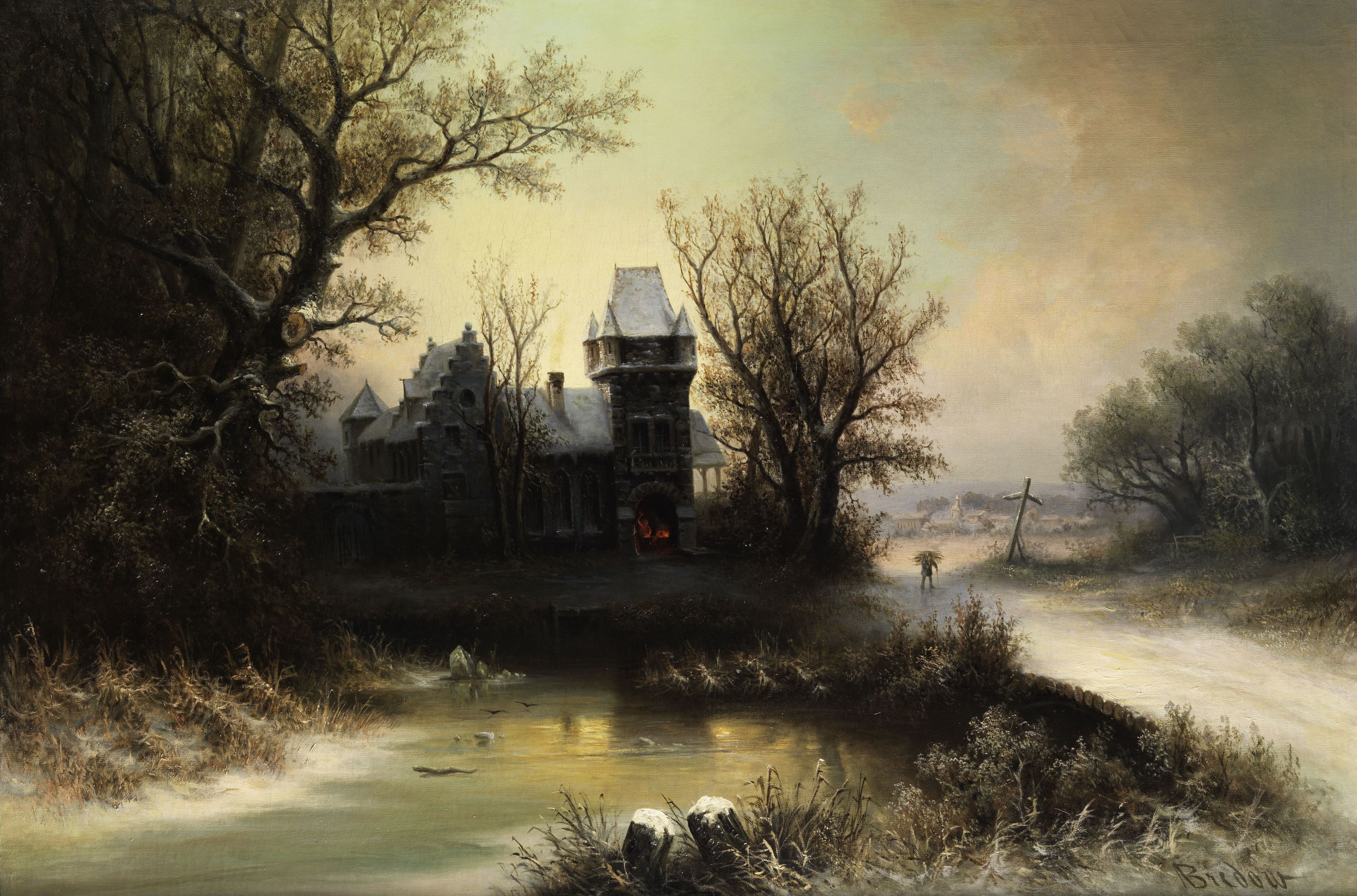
Романтический зимний пейзаж с готическим замком. Частное собрание.
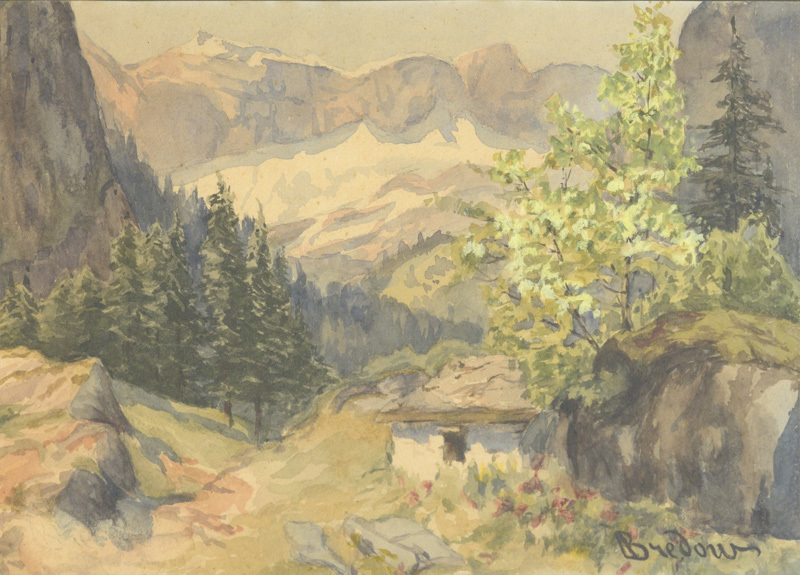
Горный пейзаж (акварель).
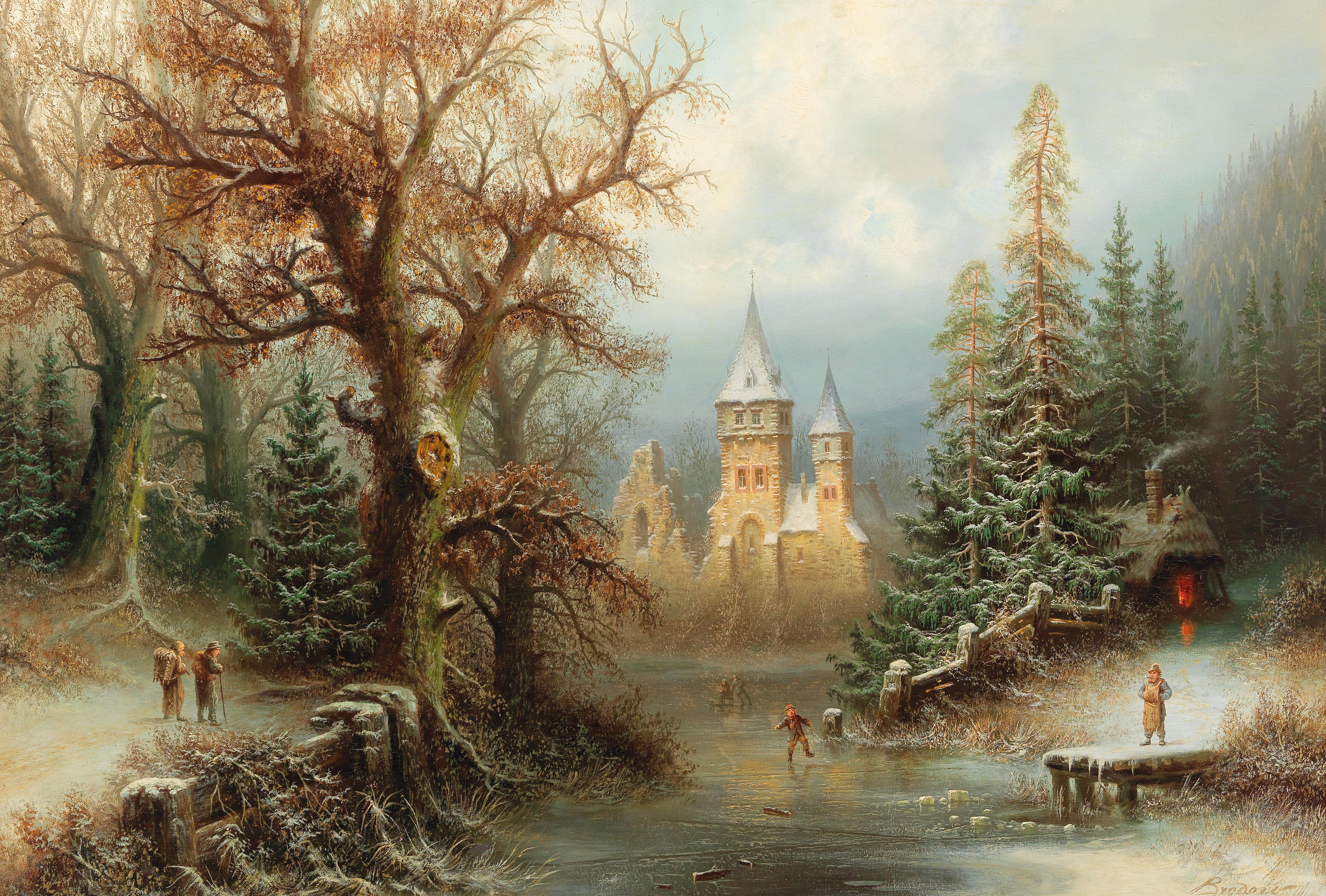
Зимний пейзаж с катанием на коньках. Частное собрание.
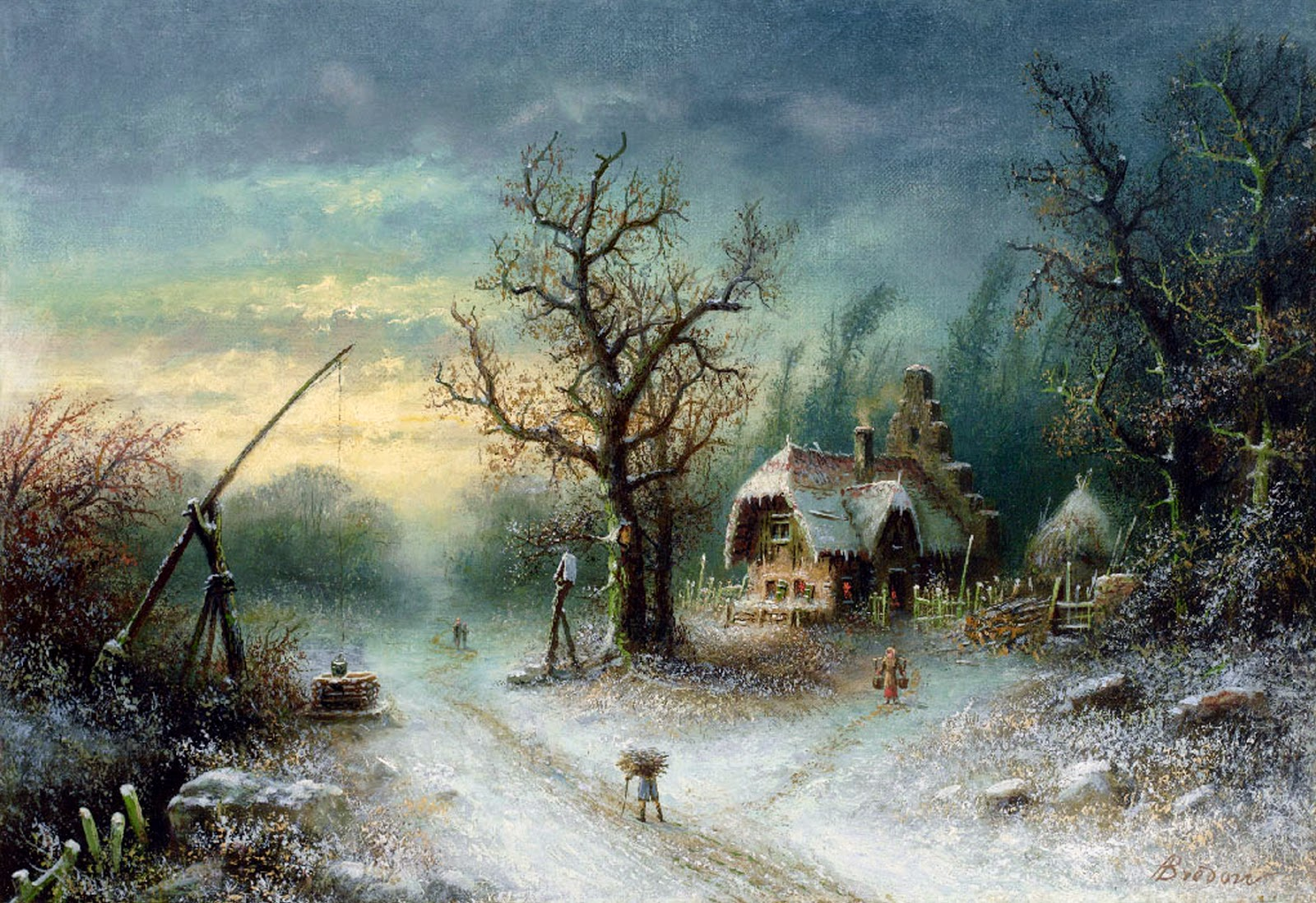
Зимний пейзаж. Эстонский художественный музей.
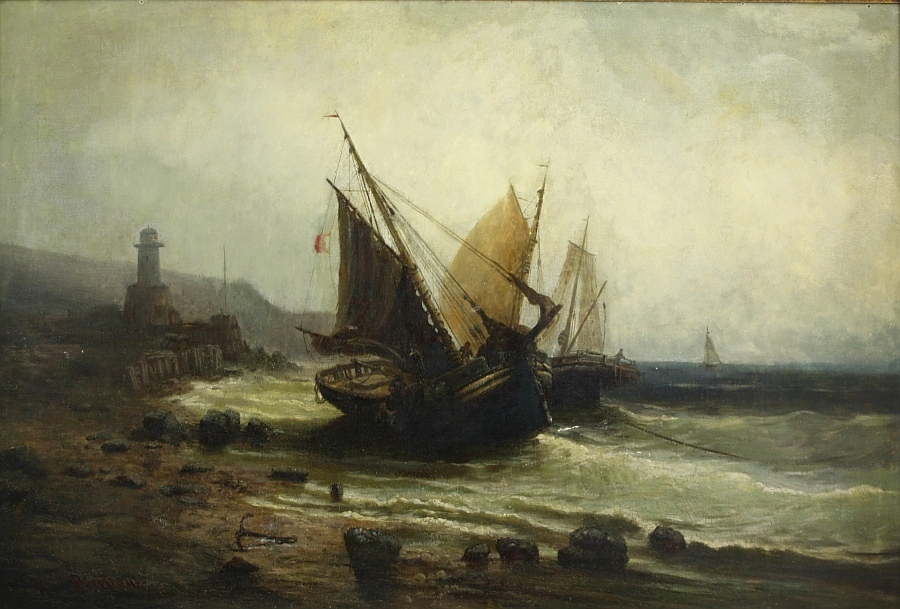
У маяка. Частное собрание.
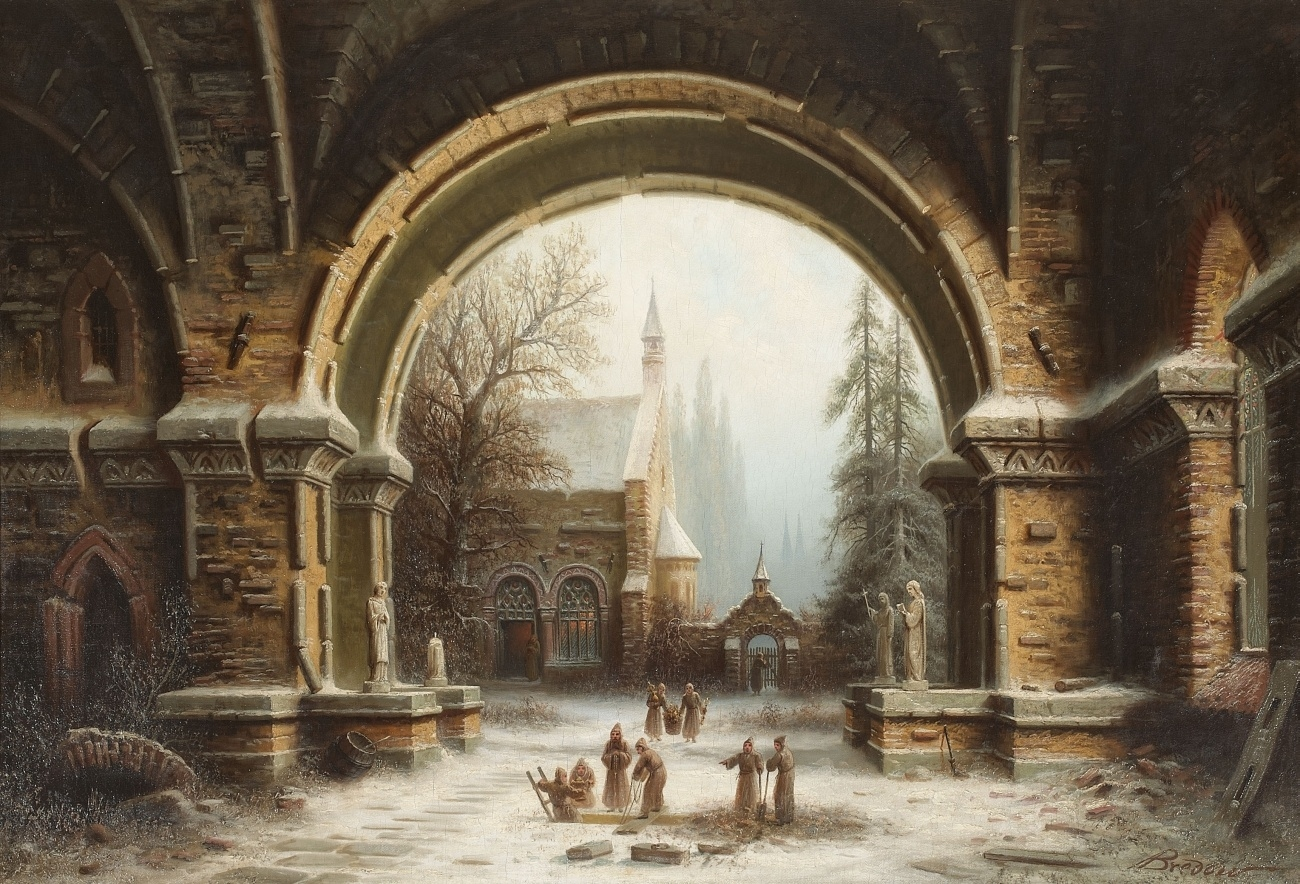
Монастырский двор зимой. Частное собрание.
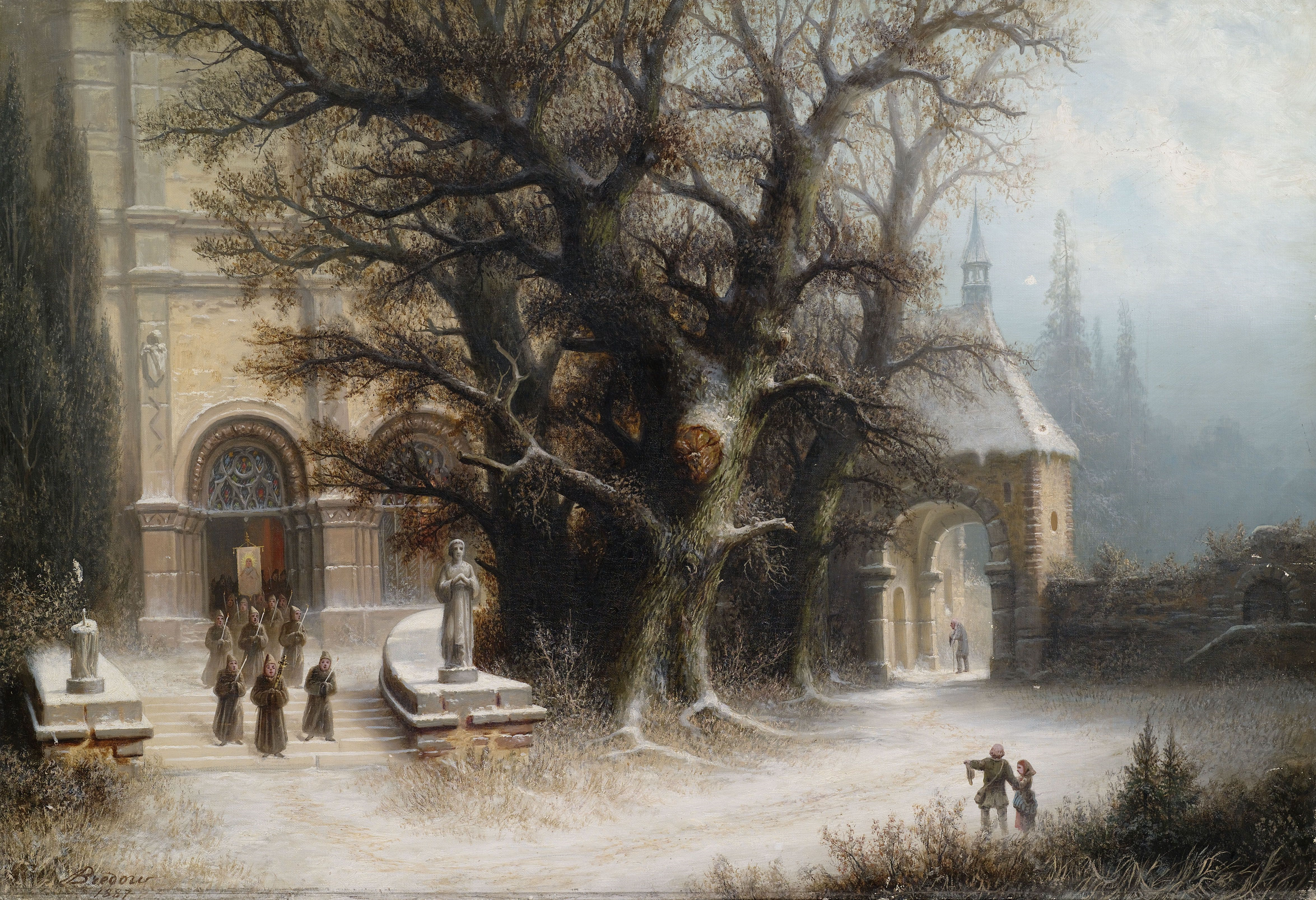
Процессия в заснеженном монастырском дворе. Частное собрание.
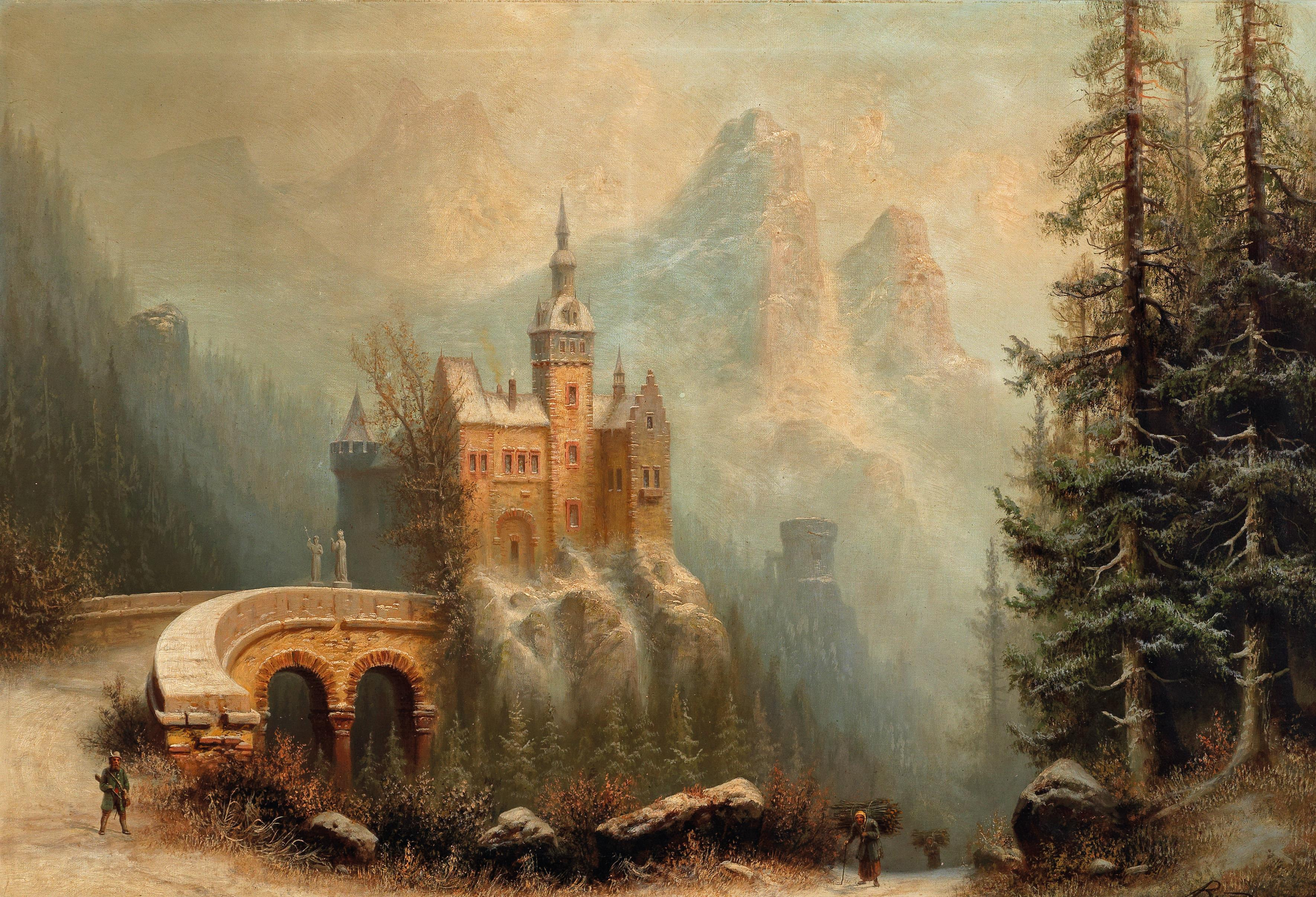
Зимний пейзаж с замком на горе. Частное собрание.
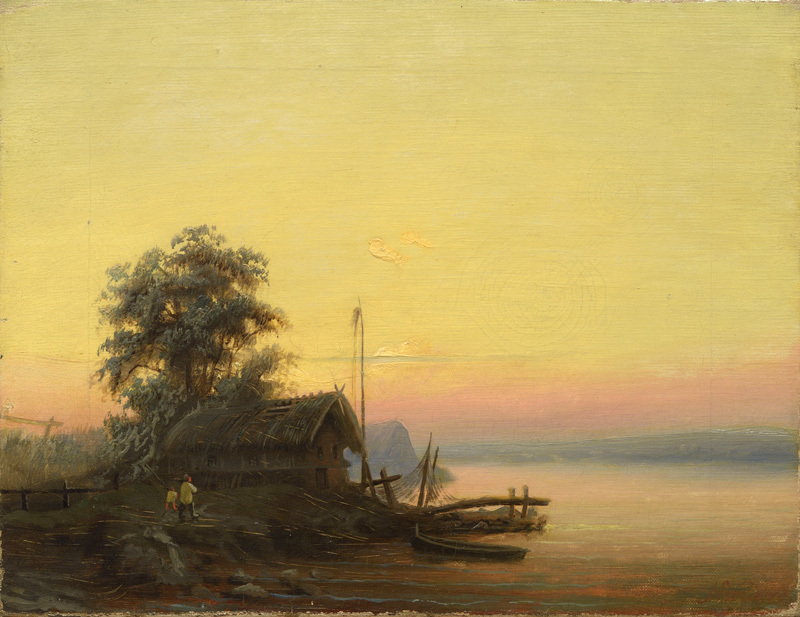
Прибрежный пейзаж с хижинами. Эстонский художественный музей.